# Цонево (язовир)
Язовир Цонево е язовир в България, изграден на река Луда Камчия, в Източна Стара планина, област Варна. Намира се югозападно от село Цонево. Неговата площ е 23.9  км², а обемът му е бил 330 млн. м³. В експлоатация от 1974 г. Многогодишен изравнител на язовир Камчия и река Луда Камчия. Използва се за промишлено водоснабдяване и напояване.
През 2025 година язовирът пресъхна.

## Име
След построяването на язовира през 1974 г. той носи името „Цонево“. През следващата година – 1975 г. язовирът е наречен на българския политик Георги Трайков (ДВ № 6/21.01.1975 г.)
Към 2021 година официалното име на язовира е все още „Георги Трайков“, тъй като няма указ на Президента за неговото преименуване след демократичните промени от 1989 г. В Държавен вестник № 106 от 15.12.2020 г. язовирът е споменат като „Георги Трайков (Цонево)“.
Над язовира минават пътна и железопътна естакада.

## Характеристики
Проектната площ на язовира е 17,3 km², а обемът му – 330 млн. m³. В експлоатация е от 1974 г.
Изградена е земнонасипна стена. Многогодишен изравнител е на язовир „Камчия“ и река Луда Камчия. Използва се за промишлено водоснабдяване и напояване.

## Забележителности
В непосредствена близост е природният феномен Чудните скали.

## Рибни видове
- Бял амур
- Платика
- Каракуда
- Костур
- Пъстър толстолоб
- Слънчева риба
- Сом
- Уклей
- Шаран